# سنتز نوین

سنتز نوین یا سنتز مدرن (به انگلیسی: Modern synthesis) سنتز اوایل قرن ۲۰ ام بود که ایده‌های چارلز داروین و گرگور مندل را در یک چارچوب ریاضیاتی مشترک تلفیق می‌کرد، که این سنتز فرگشت را به عنوان پارادایم اصلی زیست‌شناسی جایگزین کرد و به ثبوت رساند. رویان‌شناسی در سنتز اوائل قرن ۲۰ ام میلادی تعبیه نشده بود؛ بلکه باید منتظر توسعه تکنیک‌های دستکاری ژن در دهه ۱۹۷۰ میلادی، رشد و ترقی در شناخت و درک نمو در سطحی مولکولی، و همچنین ابداع جانشین بعدی سنتز فرگشتی مدرن با عنوان زیست‌شناسی رشدی تکاملی می‌ماند. این عبارت را جولیان هاکسلی در کتاب ۱۹۴۲ میلادی اش با نام تکامل: سنتز مدرن ابداع کرد.